# Paranthura barnardi
Paranthura barnardi är en kräftdjursart som beskrevs av Paul och Menzies 1971. Paranthura barnardi ingår i släktet Paranthura och familjen Paranthuridae. Inga underarter finns listade i Catalogue of Life.